# Dacrydium filiferum
Dacrydium filiferum is een tweekleppigensoort uit de familie van de Mytilidae. De wetenschappelijke naam van de soort is voor het eerst geldig gepubliceerd in 1997 door Salas & Gofas.